# Viktorija Čop
Viktorija Čop (1979.) je hrvatska skladateljica.

## Životopis
Rodila se 1979. godine. Pripada najmlađem naraštaju hrvatskih skladatelja iskladateljica. U Zagrebu je diplomirala kompoziciju na Muzičkoj akademiji. Magistrirala je 2003. godine na Glazbenom fakultetu u nizozemskom Utrechtu.
2007. je godine dobila nagradu Stjepan Šulek za skladateljsko djelo u 2007. godini. Dobila ju je za skladbu Adieu koja je namijenjena za simfonijski orkestar, a koja je praizvedena 2006. na Muzičkom biennalu u Zagrebu, gdje ju je izveo Simfonijski orkestar HRT pod ravnanjem Nikše Bareze.